# Amphoe Ko Pha-ngan

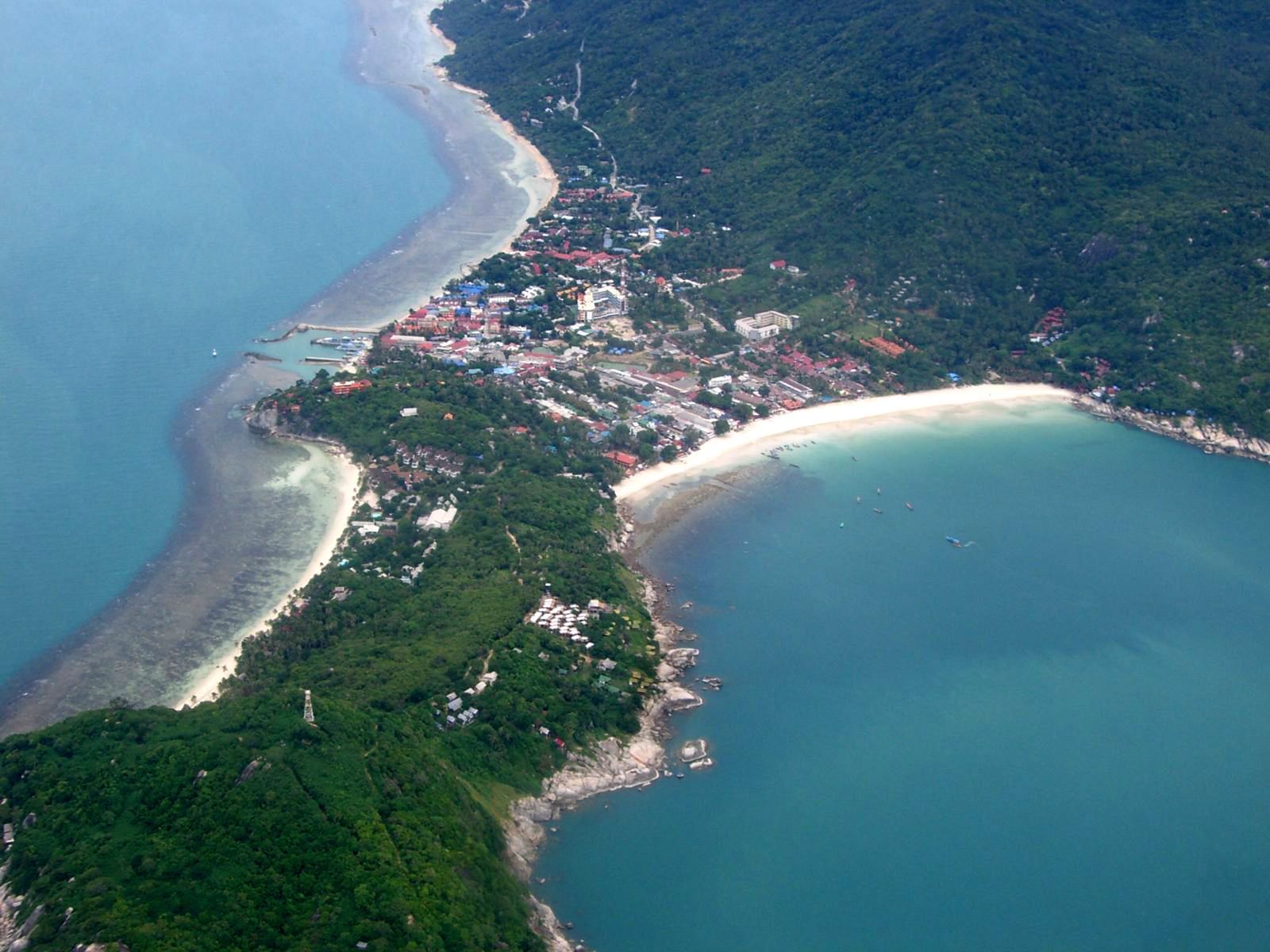
Luftbild des Tourismusorts Hat Rin, Tambon Ban Tai, am südöstlichen Ende von Ko Pha-ngan

Amphoe Ko Pha-ngan (Thai: อำเภอ เกาะพะงัน) ist ein Landkreis (Amphoe – Verwaltungs-Distrikt) im Nordosten der Provinz Surat Thani. Die Provinz Surat Thani liegt in der  Südregion von Thailand. Der Distrikt besteht aus den vor der Ostküste der Malaiischen Halbinsel im Golf von Thailand gelegenen Inseln Ko Pha-ngan und Ko Tao sowie einer Reihe kleinerer Inseln.

## Geographie
Die Insel Ko Pha-ngan liegt 60 Kilometer östlich des thailändischen Festlandes. Sie ist die zweitgrößte Insel des Samui-Archipels (Mu Ko Samui), welches nach der etwa 15 km südwestlich gelegenen Nachbarinsel Ko Samui benannt ist (die allerdings mit einigen weiteren Inseln zum Landkreis (Amphoe) Ko Samui gehört). Zu Amphoe Ko Pha-ngan gehören außerdem die Inseln Ko Tao und Ko Nang Yuan. Direkt vor der Küste Ko Pha-ngans liegen eine Reihe sehr kleiner (etwa 1 km² und kleiner) unbewohnter Inseln, wie Ko Tae Nok und Ko Tae Nai im Westen, Ko Ma im Nordwesten oder Ko Kong Than Sadet im Osten.
Das Landesinnere der Hauptinsel ist großteils gebirgig und von Urwald und teils von Sekundärwald bedeckt. Höchster Berg ist der 635 m hohe Khao Ra im Norden der Insel. Thong Sala (ท้องสาลา) ist der wichtigste Hafen.

## Wirtschaft
Sowohl Ko Pha-ngan als auch Ko Tao und selbst die kleine Ko Nang Yuan sind touristisch geprägt. Die Umgebungen der Inseln gelten als attraktive Tauchgebiete. Daher sind hier eine Vielzahl von Tauchschulen und Strandressorts ansässig.

## Verwaltung

### Provinzverwaltung
Amphoe Ko Pha-ngan ist in drei Gemeinden (Tambon) eingeteilt, welche wiederum in 17 Dörfer (Muban) unterteilt sind.
| \| Nr. \| Name \| Thai \| Muban \| Einw.[1] \| \| --- \| ----------- \| -------- \| ----- \| -------- \| \| 1. \| Ko Pha-ngan \| เกาะพะงัน \| 8 \| 8.780 \| \| 2. \| Ban Tai \| บ้านใต้ \| 6 \| 4.630 \| \| 3. \| Ko Tao \| เกาะเต่า \| 3 \| 2.136 \| |             |          |       |       |
| Nr. | Name        | Thai     | Muban | Einw. |
| 1. | Ko Pha-ngan | เกาะพะงัน | 8     | 8.780 |
| 2. | Ban Tai     | บ้านใต้    | 6     | 4.630 |
| 3. | Ko Tao      | เกาะเต่า  | 3     | 2.136 |

### Lokalverwaltung
Es gibt insgesamt vier Kommunen mit „Kleinstadt“-Status (Thesaban Tambon) im Landkreis:
- Ko Pha-ngan (เทศบาลตำบลเกาะพะงัน) besteht aus Teilen der Tambon Ko Pha-ngan und Ban Tai,
- Ban Tai (เทศบาลตำบลบ้านใต้) besteht aus weiteren Teilen des Tambon Ban Tai,
- Phet Pha-ngan (เทศบาลตำบลเพชรพะงัน) besteht aus weiteren Teilen des Tambon Ko Pha-ngan,
- Ko Tao (เทศบาลตำบลเกาะเต่า) besteht aus dem gesamten Tambon Ko Tao.